# Castello Bruzzo
Le Castello Bruzzo (anciennement villa Micheli) est une villa située dans la zone collinaire de Castelletto surplombant Gênes (via Piaggio, au-dessus du périphérique). Commandée à l'architecte Gino Coppedè en 1904 par l'ingénieur Pietro Micheli, elle reprend le modèle du château Mackenzie, réalisé dans la ville par le même architecte.

## Histoire
La villa est située dans une zone panoramique où d'autres villas ont été construites entre la fin du XIXe et le début du XXe siècle, dont la maison Govi (Canessa, 1903) et la maison Flavia (Tallero, 1904). Coppedè y avait déjà construit la villa Dellepiane, sous forme de chalet et immédiatement après la villa Cogliolo (1904-1905) et la villa Canepa (1906).
En 1912, le bâtiment a été acheté par Lorenzo Bruzzo et a été surélevé.

## Description
L'édifice est constitué d'un bloc quadrangulaire central en forme de château, avec une haute tour coiffée d'un toit, auquel s'ajoutent d'autres bâtiments. Les murs sont en pierre de taille avec des inserts en brique et des reliefs décoratifs en marbre ; on y trouve une riche décoration en fer forgé (porte-torches, anneaux, porte-drapeaux). La loggia au sud présente des voûtes décorées de fresques avec des allégories des signes du zodiaque dans des panneaux aux motifs floraux stylisés.
Le hall central a une grande cheminée en pierre avec Saint-Georges terrassant le dragon. Les autres murs, décorés de fresques à décors de rubans, trophées, branchages et grotesques, sont percés de larges vitraux.
Le plafond est à caissons en bois séparés par des poutres sculptées à patères dorées ; les commodes sont décorées de fresques de putti isolés ou par paires supportant des festons ou des rinceaux ; au centre une allégorie du Triomphe de l'industrie et du commerce, du peintre Luigi Morgari. Un lustre en bronze pend du plafond.